# Democratici Popolari
Democratici Popolari è stato un partito politico di orientamento regionalista e cristiano-sociale attivo in Valle d'Aosta dal 1972 al 1984.
Affermatosi in seguito ad una scissione dalla Democrazia Cristiana, si presentò per la prima volta in occasione delle elezioni regionali del 1973, piazzandosi al primo posto con il 22,4% dei voti e otto seggi. Cesare Dujany, esponente del partito, diventò Presidente della Regione.
Alle successive elezioni regionali del 1978, il movimento vide calare i propri consensi all'11,8%, con quattro seggi. In tale prospettiva, i Democratici Popolari si presentarono insieme all'Union Valdôtaine Progressiste alle elezioni regionali del 1983: la Fédération UVP-DP si attestò al 10,4% dei voti, con quattro eletti.
Nel 1984 i due partiti si unirono definitivamente: nacquero così gli Autonomisti Democratici Progressisti, che confluiranno nel 1998 nella Fédération Autonomiste.